# Puits Rozelay
 (mai 2021).
Si vous disposez d'ouvrages ou d'articles de référence ou si vous connaissez des sites web de qualité traitant du thème abordé ici, merci de compléter l'article en donnant les références utiles à sa vérifiabilité et en les liant à la section « Notes et références ».
Le puits Rozelay est un ancien siège d'extraction des Houillères de Blanzy, situé sur la commune de Perrecy-les-Forges en Saône-et-Loire dans la région française Bourgogne-Franche-Comté, ce site d'extraction est composé de deux puits. Le charbon y a été exploité de 1959 à 1986.

## Rozelayno1
Pour reconnaître les terrains, le sondage de Clessy est mené jusqu'à 600 mètres de profondeur en 1938. 
Le fonçage du puits Rozelay no 1 commence le 27 juillet 1939 et se termine le 11 décembre 1942. Son chevalement est fabriqué par les établissements Schneider au Creusot et installé en 1942.
Le puits no 1 entre en service le lundi 16 novembre 1959, il sert à l'extraction, au service et au matériel. En 1978, il est équipé d'un skip. Il existait un projet de relier Rozelay au puits Darcy par une longue galerie à travers-Banc pour que l'extraction soit reprise par le puits de Montceau-les-Mines mais le projet fut abandonné, Rozelay est mis en sommeil de juillet 1986 jusqu'à septembre 1990. Le site est remblayé et démoli en 1991.
« On nous a dit qu’il s’agissait juste d’une mise en sommeil et que l’activité repartirait »

## Rozelayno2
Le fonçage du puits no 2 commence le 26 juillet 1961 et se termine le 5 juillet 1962. Son chevalement est fabriqué par la société Accma à Autun et installé en 1962. Sa machine d'extraction et ses molettes proviennent du puits des Alouettes à Montceau-les-Mines.
Le puits no 2 entre en service en 1962, il sert au service du personnel, du matériel et à l'aérage, il est mis en sommeil du 1er juillet 1986 jusqu'à septembre 1990. Le site est remblayé en 1991 et démoli en 1992.

## Reconversion du site
De nos jours subsistent seulement les bureaux, le garage à vélo, le magasin, l'atelier et le portail de l'entrée principal.